# Polemonium melindae
Polemonium melindae là một loài thực vật có hoa trong họ Polemoniaceae. Loài này được Rzed., Calderón & Villarreal miêu tả khoa học đầu tiên năm 1995.